# Trillian
Trillianは、Cerulean Studios が開発した Microsoft Windows 用のプロプライエタリなマルチプロトコル対応インスタントメッセンジャー。AIM、ICQ、Windows Live メッセンジャー、Yahoo! Messenger、IRC、GroupWise Messenger、Bonjour、XMPP、Skypeネットワークといった複数のIMサービスに接続できる（後者4つは Trilliran Pro では追加プラグインで実装していたが、AstraではそれらプラグインがBasicに含まれるようになった）。
当初2000年7月1日にフリーウェアのIRCクライアントとしてリリースされ、最初の商用版 (Trillian Pro 1.0) は2002年9月10日に発売された。名称の由来は、ダグラス・アダムズの『銀河ヒッチハイクガイド』に登場するキャラクターである。公式サイトの以前のバージョンでは、ダグラス・アダムズの顔写真と共に彼の公式サイトへのリンクがホームページにあった。
無料版と同時に Trillian Astra Pro という商用版もある。

## 機能・特徴

### 複数のIMサービスへの接続
Trillianは複数のIMサービスに接続でき、複数のクライアントを実行する必要が無くなる。同一サービスに複数接続でき、混乱を防ぐため接続を別々の識別子でグループ化できる。全てのコンタクト（連絡先）は1つのコンタクトリストに集められている。コンタクトはIMサービス別にグループ化できるだけでなく、自由にドラッグ・アンド・ドロップしてグループを構成できる。
Trillianでは各IMサービスをそれぞれ異なる色の球で表している。以前のバージョンでは各サービスの企業ロゴが使われていたが、著作権上問題があるということで削除された。しかし、一部のスキンは従来のアイコンを未だに使っている。Trillianのデザイナーはロンドン地下鉄の路線図での色分けを手本とした。
標準IMサービス
- 青 - Windows Live メッセンジャー
- 赤 - Yahoo! Messenger
- 緑 - ICQ
- 黄色 - AIM
- 青灰色 - IRC

プラグインIMサービス（Trillian Pro のみ）
- 紫 - Extensible Messaging and Presence Protocol （Google Talk など）
- ピンク - Skype （SkyLlian プラグインを使用）
- オレンジ色と灰色 - Bonjour (Rendezvous)
- シアン - Microsoft Exchange
- ライムグリーン - Lotus Sametime
- 赤と黒 - GroupWise Messenger
- ダークブルーと黒 - Xfire

Trillian Astra ベータ版では、MySpace IM、Facebook Chat、Twitter もサポートしている。

### メタコンタクト
重複を避けコンタクトリストの構造を単純化するため、Trillian Pro ではメタコンタクト機能を使い、同じ人物に属するコンタクトをコンタクトリスト上で1つのエントリにまとめることができる。実際のコンタクトはツリー状にメタコンタクトの下に表示される。

### 活動履歴
Trillian Basic と Pro は共に活動履歴機能を持ち、履歴をプレーンなテキストファイルとXMLファイル形式で保持する。Proには履歴管理機能があり、履歴にブックマークを付けることができる。XMLベースの履歴により、ログ操作と検索が容易になり、将来の機能拡張も容易になっている。

### タイムトラベル
Trillian Pro にはタイムトラベル機能と呼ばれる機能があり、ビデオや音声のセッション中に巻戻し、一時停止、早送りなどの操作が可能である。なお、同アプリケーションの解説によると「未来へのタイムトラベルは今のところ不可能」である。

### ウィキペディア検索
バージョン3.0以降、BasicもProも英語版ウィキペディアをデータベースとして使い、リアルタイムの検索を行う。この機能は会話ウィンドウ内で直接働く。会話中にどちらかのユーザーが単語を入力すると、Trillianはデータベースファイルと一致する単語の並びがあるかを調べ、もし一致すれば、その単語（の並び）に緑色の下線を付けて表示する。ユーザーがその単語にマウスオーバーすると、それに対応するウィキペディアの記事の冒頭部分をダウンロードし、ツールチップとして表示する。ユーザーがその単語をクリックすると、ウェブブラウザでその記事を表示する。

### Emotiblips
Emotiblips とは、絵文字 (emoticon) のビデオ版である。動画でのセッション中に相手にビデオや歌のストリーミングをリアルタイムで送ることができる。MP3、WAV、WMV、MPG といったファイルを送ることが可能だが、QuickTime MOV ファイルは今のところサポートされていない。

### 隠し絵文字
バージョン2.0以降、デフォルトの絵文字セットにはメニューには現れない絵文字があり、会話中に使うことができる。一部は Trillian Pro でのみアニメーション表示される絵文字もある。

### スキンとインタフェース
Trillianには独自のスキンエンジン SkinXML がある。様々なスキンが開発されており、公式ギャラリーやdeviantArtからダウンロードできる。
また、スキン用言語 Stixe もある。これは基本的にはXML実体の集まりで、繰り返し使うコードを単純化し、スキン制作者がXMLや絵文字パック形式のグラフィックスやサウンドパック、インタフェースなどを共有できるようにしている。
デフォルトのスキンは designHazard がデザインしている。Trillian 0.7x では Trillian Cordillera がデフォルトだったが、Pro 1.0 以降は Trillian Whistler がデフォルトとなっている。メジャーリリースの度に若干の見た目の修正がある。
Trillian Astra では新たなフロントエンドのデザインとして Trillian Cordonata が採用された。

### プラグイン
Trillianはクローズドソースだが、Pro版はプラグインによる拡張が可能である。Cerulean Studios 自身が出しているプラグインとしては、スペルチェック、天気モニター、ミニブラウザ（AIMプロファイル表示用）、Winampの楽曲タイトルのスクロール表示、株式市場モニター、RSSフィードリーダー、Logitech G15 キーボードを使った会話機能、XMPPやBonjourへの接続用プラグインなどがある。他にも様々なプラグインが開発されており、チェスやチェッカーの対戦ができるゲームプラグイン、NetBIOSメッセージをTrillian経由で送信するためのプロトコルプラグイン、Lotus Sametime のクライアントと通信するためのプラグイン、Microsoft Exchange と通信するためのプラグイン、POP3とIMAPによる電子メールチェッカー、英語とヨーロッパ各国の言語の自動翻訳プラグインなどがある。Skype用プラグイン SkyLian もあるが、Skype 自体をインストールしていないと使えない。
プラグインは無料で公式サイトから入手できる。ただし、多くの場合 Trillian Pro 2 以降でないと利用できない。

## 歴史

### 始まり
最初の公式リリースは2000年7月1日のバージョン0.50で、IRCクライアントとして設計されていた。このバージョンは非常にバグが多く、同じ日にすぐさま0.51に置換された。単純な接続管理機能とスキンを備えていた。
1カ月後、2回マイナーリリースがあり、IRC機能の追加とバグ修正が行われている。しかし、この時点でのTrillianはほとんど無名で、ダウンロード数も少なかった。
当時のTrillianはドネーションウェアだった。寄付はPayPalで受け付けていた。

### 相互運用性の導入
2000年11月29日にリリースしたバージョン0.6で、開発の方向性が大きく変化し、1つのウィンドウで同時に AOL Instant Messenger、ICQ、MSN Messenger と接続できるようになった。
類似の機能を持つソフトウェアは既にあったが、Trillianは各IMサービスのコンタクトをコンタクトリスト上で明確に区別でき、独自アカウント登録が不要という点が異なっていた。
1カ月後、0.61で  Yahoo! Messenger もサポートし、クリスマス用のスキンも用意した。同じ頃、Trillianコミュニティ用フォーラムを開設した。
この頃は頻繁にバージョンアップを繰り返し、コミュニティは日に日に大きくなっていった。deviantArtではスキンのコンテストが開催され、優勝者が次のバージョンでのデフォルトのスキンをデザインすることになった。2001年8月14日には10万ダウンロードを記録した。

### 「IM戦争」の主役へ
コミュニティは次のバージョンを0.64と予想していたが、実際には0.70が2001年12月5日にリリースされた。開発には5カ月を要しており、それまでのリリース間隔から見ると非常に長い。
当時最も要求が多かった機能として、全てのIMサービスでファイル転送を実装した。スキン言語にもいくつか修正があった。またメインウィンドウがコンタクトリストになり（以前はステータスウィンドウがメインだった）、デフォルトのスキンも新しい Trillian Cordillera となった。絵文字セットには100以上の絵文字が含まれるようになった。
2001年12月18日には0.71がリリースとなった。AIMグループチャットをサポートし、SecureIMによるメッセージの暗号化をいち早く導入した。
その後数カ月間、Trillianのダウンロード数が急増し、2002年1月27日には100万ダウンロード、6カ月以内に500万ダウンロードを達成した。CNET、WIRED、BetaNewsなど世界中の各種メディアで取り上げられるようになった。このころ創業者の1人 Scott Werndorfer はTechTVでインタビューを受けている。
AOLはTrillianユーザーがAIMクライアントをダウンロードしなくともAIMでチャットできることに気づいた。2002年1月29日にリリースされた0.72以降、TrillianはAIMでの接続問題に悩まされることになった。
AOLはTrillianクライアントからのSecureIMアクセスをブロックした。Cerulean 側はこれを回避する0.721を1日後にリリースしている。このAOLとの戦いは数週間続き、Ceruluanは0.722、0.723、0.724とAOLのブロックを回避するパッチを次々とリリースした。
Jupiter Media Metrix のインターネット視聴率調査によると、2002年2月には34万4000のユニークユーザーだったものが2002年4月には61万に増えている。これは他の主要なIMネットワークに比較すると少ないが、Jupitorは閲覧時間ではTrillianは常に上位だとしていた。

### Trillian Pro の商用製品化
2002年9月9日、商用版 Trillian Pro 1.0 と無料版 Trillian Basic 0.74 が同時にリリースとなった。商用版は1年間の使用料が25ドルだったが、それまでに寄付をしたユーザーは1年間は無料で利用可能とされていた。
SMSと携帯メッセージング機能、Yahoo! Messenger でのWebカメラサポート、電子メール受信通知ポップアップ、ニュースや天気や株式情報を友人とやり取りするプラグインなどが追加された。
Trillian Pro は企業が顧客とのやり取りをするためのクライアントとしてマーケティングされていた。同社はベンチャーキャピタルの支援を受けておらず、ユーザーからの寄付に完全に依存していた。
Trillian Pro 1.0 は Best Internet Communication shareware にノミネートされている。
2003年4月26日、総ダウンロード数が1000万に達した。

### Yahoo! でのブロックとGaimとの協力
Trillian Pro 2.0 がリリースされて数週間後、Yahoo!は「潜在的スパム発信者からユーザーを保護する予防的措置」としてTrillianを接続できないようブロックしようとした。Trillian側は回避用パッチをいくつかリリースして対処した。
Trillianの開発者は、Yahoo! との接続問題を抱えていた競合するオープンソースのGaimに支援を手を差し伸べた。Gaimの開発者 Sean Egan はサイトに「Cerulean Studios の友人は Yahoo! の認証方式を私よりも素早くクラッキングし、その結果を送ってくれた。おかげで Gaim 0.70 が完成した」と書き込んだ（実際、何を送ってもらったのかは不明）。その後、開発者同士が友人であり、過去にも助け合っていたことが判明した。
そのころ、マイクロソフトはサーバのセキュリティ問題対策と称して MSN Messenger 5.0 へのアップグレードをユーザーに強いていた。サーバの更新は2003年10月15日に予定されており、Trillianはそれを過ぎると MSN Messenger に接続できなくなることになった。しかし、Cerulean Studios とマイクロソフトは協力して2003年8月2日に問題を解決している。
2004年3月7日と2004年6月23日にも、Yahoo! はサードパーティのIMクライアントを締め出す変更を行った。理由は以前と同様で、潜在的スパマーからユーザーを保護するためである。Cerulean Studios は対策用パッチを数日でリリースした。

### Trillian 3 シリーズ
2004年8月、Cerulean Studios は顧客との関係を再構築すべく公式ブログを開設した。Trillian 3 はこのブログで発表され、ごく少数のテスターによる評価が行われた。
ベータテストの数カ月後の2004年12月18日に Trillian 3 がリリースとなった。AIM、MSN Messenger、Yahoo! Messenger での新しいビデオチャットと音声チャット機能、ログ管理機能の強化、ウィキペディアとの連携といった機能が追加されている。ユーザインタフェースも整理され、公式サイトも一新された。
0.74以降ずっと更新されていなかった無料版も Trillian Basic 3 として更新された。Trillian Basic の累計ダウンロード数は数週間で2000万に達した。
2005年2月23日には Trillian 3.1 をリリース。Universal Plug and Play (UPnP) などの機能が追加されている。

### U3 と Google Pack
2005年10月21日、U3規格のUSBフラッシュドライブからの利用が可能となった。もっとも Trillian Anywhere は若干のファイルの修正で以前からポータブルアプリケーションを実現していた。U3版の Trillian Astra も公式フォーラムに投稿されている。
2006年1月6日、Googleの製品部門担当社長ラリー・ペイジは各種アプリケーションをまとめた Google パックを発表した。その中には Trillian Basic 3.0 が含まれていた（日本語版には含まれていない）。
Googleはその頃既に Google Talk サービスを運営しており、TrillianとGoogleパックに含めるという決定はアナリストを当惑させた（Trillianの無料版は Google Talk に接続できない）。なお、Google Talk のクライアント選択リストには Trillian Pro も挙げられている。
Cerulean Studios の公式ブログによると、2006年5月19日にTrillianがGoogleパックから外された。

### Trillian Astra (Trillian 4)
Trillian 3.1 のリリースから1年以上経過すると、Cerulean Studios のブログに新バージョン "Trillian Astra" の発表が出た。なお、Astra は『銀河ヒッチハイクガイド』のトリリアンのニックネームである。高速化と新しいログイン画面が予定されていた。2009年8月14日、Trillian Astra がリリースされた。

## バージョン履歴
- 2000年7月1日: Initial Release Version 0.50
- 2000年8月11日: Version 0.52
- 2000年11月29日: Version 0.60
- 2000年12月23日: Version 0.61
- 2001年1月28日: Version 0.62
- 2001年3月23日: Version 0.63
- 2001年6月4日: Version 0.635
- 2001年6月20日: Version 0.6351
- 2001年12月5日: Version 0.70
- 2001年12月18日: Version 0.71
- 2002年2月20日: Version 0.72
- 2002年6月7日: Version 0.73
- 2002年9月9日: Version 0.74、Trillian Pro Version 1.0
- 2003年9月9日: Trillian Pro Version 2.0
- 2004年12月17日: Trillian Basic/Pro Version 3.0
- 2005年2月24日: Trillian Basic/Pro Version 3.1
- 2007年1月5日: Trillian Astra Alpha Build 24、Trillian Astra for Web Alpha 1[20]
- 2007年8月3日: Trillian Astra for iPhone Alpha、Trillian Astra for Web Alpha 2
- 2007年10月5日: Trillian Astra Mac Alpha Build 1
- 2008年10月31日: Trillian Astra のベータテスト開始
- 2009年8月12日: Trillian Basic/Pro Version 4.0